# Členění Brna
Správní a katastrální členění statutárního města Brna prošlo vůbec nejsložitějším vývojem ze všech měst na území Česka. Během 20. století došlo na území Brna k nebývalému počtu reforem správního členění a dvěma katastrálním reformám, z nichž první proběhla v letech 1941–1942 a druhá v letech 1966–1969. Dne 1. července 1979 ještě bylo zrušeno katastrální území Lužánky a upraveny hranice katastrálních území Černá Pole, Královo Pole, Ponava, Veveří a Žabovřesky. Počet a vymezení evidenčních částí obce jsou shodné s vymezením katastrálních území, pouze název se ve dvou případech formálně liší. Dnes se město člení na 48 katastrálních území, jimž odpovídají evidenční části města:
| 1. Bohunice* 2. Bosonohy* 3. Brněnské Ivanovice 4. Bystrc* 5. Černá Pole× 6. Černovice* 7. Dolní Heršpice 8. Dvorska 9. Holásky 10. Horní Heršpice 11. Husovice 12. Chrlice* 13. Ivanovice* 14. Jehnice* 15. Jundrov× 16. Kníničky* 17. Kohoutovice 18. Komárov 19. Komín* 20. Královo Pole 21. Lesná 22. Líšeň* 23. Maloměřice× 24. Medlánky* | Očíslovaná katastrální území Brna | 1. Město Brno (ev. Brno-město) 2. Mokrá Hora 3. Nový Lískovec× 4. Obřany 5. Ořešín* 6. Pisárky× 7. Ponava 8. Přízřenice 9. Řečkovice 10. Sadová 11. Slatina* 12. Soběšice 13. Staré Brno 14. Starý Lískovec× 15. Stránice 16. Štýřice 17. Trnitá× 18. Tuřany 19. Útěchov u Brna (ev. Útěchov)* 20. Veveří 21. Zábrdovice× 22. Žabovřesky* 23. Žebětín* 24. Židenice× |

* Katastrální území je totožné se samosprávnou městskou částí     × Katastrální území je rozděleno mezi 2 nebo 3 městské části

## Katastrální území
Na území města Brna o rozloze 230,18 km² se nachází 48 katastrálních území.
| Název KÚ               | Části obce             | Městské části                              | Výměra (v km²) |
| ---------------------- | ---------------------- | ------------------------------------------ | -------------- |
| Bohunice               | Bohunice               | Brno-Bohunice                              | 3,02           |
| Bosonohy               | Bosonohy               | Brno-Bosonohy                              | 7,15           |
| Brněnské Ivanovice     | Brněnské Ivanovice     | Brno-Tuřany                                | 4,17           |
| Bystrc                 | Bystrc                 | Brno-Bystrc                                | 27,26          |
| Černá Pole             | Černá Pole             | Brno-sever, Brno-střed, Brno-Královo Pole  | 2,46           |
| Černovice              | Černovice              | Brno-Černovice                             | 6,29           |
| Dolní Heršpice         | Dolní Heršpice         | Brno-jih                                   | 3,13           |
| Dvorska                | Dvorska                | Brno-Tuřany                                | 2,23           |
| Holásky                | Holásky                | Brno-Tuřany                                | 1,83           |
| Horní Heršpice         | Horní Heršpice         | Brno-jih                                   | 3,77           |
| Husovice               | Husovice               | Brno-sever                                 | 1,32           |
| Chrlice                | Chrlice                | Brno-Chrlice                               | 9,49           |
| Ivanovice              | Ivanovice              | Brno-Ivanovice                             | 2,45           |
| Jehnice                | Jehnice                | Brno-Jehnice                               | 4,07           |
| Jundrov                | Jundrov                | Brno-Jundrov, Brno-Kohoutovice             | 4,15           |
| Kníničky               | Kníničky               | Brno-Kníničky                              | 10,93          |
| Kohoutovice            | Kohoutovice            | Brno-Kohoutovice                           | 2,38           |
| Komárov                | Komárov                | Brno-jih                                   | 1,66           |
| Komín                  | Komín                  | Brno-Komín                                 | 7,60           |
| Královo Pole           | Královo Pole           | Brno-Královo Pole                          | 5,50           |
| Lesná                  | Lesná                  | Brno-sever                                 | 2,58           |
| Líšeň                  | Líšeň                  | Brno-Líšeň                                 | 15,71          |
| Maloměřice             | Maloměřice             | Brno-Maloměřice a Obřany, Brno-Vinohrady   | 4,06           |
| Medlánky               | Medlánky               | Brno-Medlánky                              | 3,51           |
| Město Brno             | Brno-město             | Brno-střed                                 | 1,19           |
| Mokrá Hora             | Mokrá Hora             | Brno-Řečkovice a Mokrá Hora                | 0,88           |
| Nový Lískovec          | Nový Lískovec          | Brno-Nový Lískovec, Brno-Starý Lískovec    | 1,65           |
| Obřany                 | Obřany                 | Brno-Maloměřice a Obřany                   | 5,28           |
| Ořešín                 | Ořešín                 | Brno-Ořešín                                | 3,06           |
| Pisárky                | Pisárky                | Brno-střed, Brno-Kohoutovice, Brno-Jundrov | 4,67           |
| Ponava                 | Ponava                 | Brno-Královo Pole                          | 1,60           |
| Přízřenice             | Přízřenice             | Brno-jih                                   | 3,82           |
| Řečkovice              | Řečkovice              | Brno-Řečkovice a Mokrá Hora                | 6,68           |
| Sadová                 | Sadová                 | Brno-Královo Pole                          | 2,82           |
| Slatina                | Slatina                | Brno-Slatina                               | 5,83           |
| Soběšice               | Soběšice               | Brno-sever                                 | 6,06           |
| Staré Brno             | Staré Brno             | Brno-střed                                 | 1,68           |
| Starý Lískovec         | Starý Lískovec         | Brno-Starý Lískovec, Brno-Nový Lískovec    | 3,28           |
| Stránice               | Stránice               | Brno-střed                                 | 0,93           |
| Štýřice                | Štýřice                | Brno-střed                                 | 3,33           |
| Trnitá                 | Trnitá                 | Brno-střed, Brno-jih                       | 1,90           |
| Tuřany                 | Tuřany                 | Brno-Tuřany                                | 9,61           |
| Útěchov u Brna         | Útěchov                | Brno-Útěchov                               | 1,18           |
| Veveří                 | Veveří                 | Brno-střed                                 | 1,98           |
| Zábrdovice             | Zábrdovice             | Brno-sever, Brno-Židenice, Brno-střed      | 1,64           |
| Žabovřesky             | Žabovřesky             | Brno-Žabovřesky                            | 4,35           |
| Žebětín                | Žebětín                | Brno-Žebětín                               | 13,59          |
| Židenice               | Židenice               | Brno-Židenice, Brno-Vinohrady              | 6,47           |
| Celková výměra (v km²) | Celková výměra (v km²) | Celková výměra (v km²)                     | 230,18         |

## Městské části od roku 1990
Od 24. listopadu 1990 se Brno člení na 29 samosprávných městských částí se zastupitelstvem, radou a starostou a také vlastní vlajkou a znakem. Toto členění bylo v hrubých rysech stanoveno usnesením posledního Národního výboru města Brna č. XXIII/110-17 „k územnímu členění města Brna pro organizaci nejbližších komunálních voleb“ ze 30. srpna 1990.
Sedm z výše uvedených 48 katastrálních území je rozděleno mezi dvě nebo tři městské části. Na některých místech hranice městských částí dokonce řeže parcely, což však dle magistrátu bude časem vyřešeno. K 1. září 1995 došlo k úpravě hranice mezi městskými částmi Brno-Jundrov a Brno-Kohoutovice, k 1. říjnu 1995 k úpravě hranice mezi městskými částmi Brno-Jundrov a Brno-střed, k 1. květnu 1998 k úpravě hranice mezi městskými částmi Brno-sever a Brno-střed a roku 2012 ke změně hranice mezi městskými částmi Brno-Nový Lískovec a Brno-Starý Lískovec. Hranice některých městských částí rozděluje na dvě části dokonce i některé parcely.
12. září 2010 se v Dolních Heršpicích a Přízřenicích konalo místní referendum o oddělení od Brna a vytvoření nové obce Dolní Heršpice-Přízřenice, o těchto snahách podrobněji pojednává článek Dolní Heršpice-Přízřenice.

### Seznam městských částí
| 1. Brno-Bohunice 2. Brno-Bosonohy 3. Brno-Bystrc 4. Brno-Černovice 5. Brno-Chrlice 6. Brno-Ivanovice 7. Brno-Jehnice 8. Brno-jih 9. Brno-Jundrov 10. Brno-Kníničky 11. Brno-Kohoutovice 12. Brno-Komín 13. Brno-Královo Pole 14. Brno-Líšeň 15. Brno-Maloměřice a Obřany | Městské části Brna | 1. Brno-Medlánky 2. Brno-Nový Lískovec 3. Brno-Ořešín 4. Brno-Řečkovice a Mokrá Hora 5. Brno-sever 6. Brno-Slatina 7. Brno-Starý Lískovec 8. Brno-střed 9. Brno-Tuřany 10. Brno-Útěchov 11. Brno-Vinohrady 12. Brno-Žabovřesky 13. Brno-Žebětín 14. Brno-Židenice |
| |                    | |

## Městské obvody v letech 1976–1990

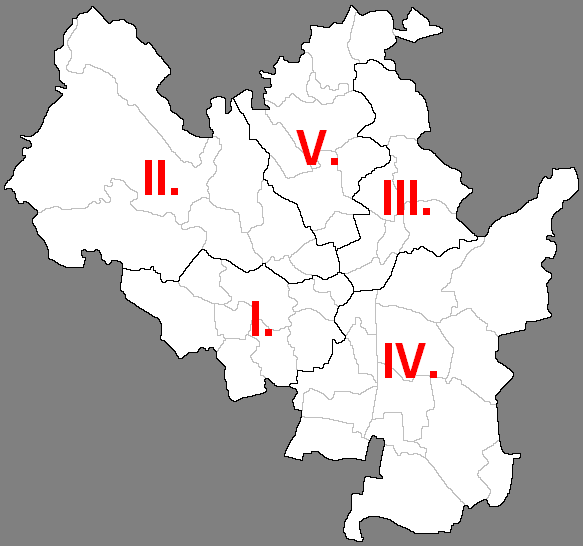
Městské obvody 1976–1990

Od 1. srpna 1976 do 23. listopadu 1990 se Brno členilo na 5 městských obvodů, které spravovaly obvodní národní výbory (ObNV), v jejichž čele stáli předsedové. Zde je seznam městských obvodů s výpisem jejich katastrálních území:
| Městský obvod Brno I (sídlo ObNV na adrese Dominikánská 1) 1. Bohunice 2. Bosonohy 3. Kohoutovice 4. Město Brno 5. Nový Lískovec 6. Pisárky 7. Staré Brno 8. Starý Lískovec 9. Štýřice Městský obvod Brno II (sídlo ObNV na adrese Žerotínovo náměstí 3/5) 1. Bystrc 2. Jundrov 3. Kníničky 4. Komín 5. Stránice 6. Veveří 7. Žabovřesky 8. Žebětín Městský obvod Brno III (sídlo ObNV na adrese Bratislavská 70) 1. Černá Pole 2. Husovice 3. Lesná 4. Maloměřice 5. Obřany 6. Soběšice 7. Zábrdovice | Městský obvod Brno IV (sídlo ObNV na adrese Křenová 27) 1. Brněnské Ivanovice 2. Černovice 3. Dolní Heršpice 4. Dvorska 5. Holásky 6. Horní Heršpice 7. Chrlice 8. Komárov 9. Líšeň 10. Přízřenice 11. Slatina 12. Trnitá 13. Tuřany 14. Židenice Městský obvod Brno V (sídlo ObNV na adrese Palackého třída 70, Brno-Královo Pole) 1. Ivanovice 2. Jehnice 3. Královo Pole 4. Medlánky 5. Mokrá Hora 6. Ořešín 7. Ponava 8. Řečkovice 9. Sadová 10. Útěchov u Brna (od 1. července 1980) |

Do 1. července 1979 však byla situace složitější, protože čtyři katastrální území zasahovala do dvou městských obvodů: Lužánky (Brno II a Brno III), Ponava (Brno II a Brno V), Veveří (Brno II a Brno V) a Žabovřesky (Brno II a Brno V). Katastrální území Lužánky bylo následně zrušeno a hranice zbylých tří se přizpůsobily stávajícím hranicím městských obvodů.

## Vývoj správního členění Brna do druhé katastrální reformy
Za pomlčkou jsou vždy uvedena katastrální území (v tehdejších hranicích) tvořící jednotlivé obvody.

### Městské obvody od 1. ledna 1947 do 30. září 1949
1. Brno I – Dolní a Horní Cejl, Křížová, Město Brno, Špilberk, Trnitá, Velká Nová Ulice a Červená, Zábrdovice
2. Brno II – Bohunice, Kohoutovice, Lískovec, Nové Sady, Staré Brno a Vídeňka
3. Brno III – Jundrov, Komín, Žabovřesky
4. Brno IV – Královo Pole, Medlánky, Řečkovice
5. Brno V – Husovice, Maloměřice, Obřany
6. Brno VI – Židenice
7. Brno VII – Černovice, Slatina
8. Brno VIII – Dolní Heršpice, Horní Heršpice, Komárov, Přízřenice
9. Brno IX – Brněnské Ivanovice, Tuřany
10. Brno X – Líšeň

### Městské obvody od 1. října 1949 do 30. dubna 1954
1. Brno I – Město Brno (většina katastru), Špilberk (asi polovina katastru)
2. Brno II – Křížová (většina katastru), Špilberk (asi polovina katastru) Velká Nová Ulice a Červená (asi polovina katastru), Žabovřesky (malá část)
3. Brno III – Dolní a Horní Cejl (část), Královo Pole (nepatrná část), Město Brno (malá část), Velká Nová Ulice a Červená (asi polovina katastru), Zábrdovice (část)
4. Brno IV – Černovice (malá část)), Dolní a Horní Cejl (malá část katstru), Město Brno (malá část), Nové Sady (část), Trnitá (většina katastru), Zábrdovice (část)
5. Brno V – Bohunice, Jundrov (malá část), Kohoutovice, Křížová (asi třetina katastru), Lískovec, Nové Sady (část), Staré Brno a Vídeňka, Žabovřesky (nepatrná část)
6. Brno VI – Jundrov (většina katastru), Komín, Křížová (malá část), Velká Nová Ulice a Červená (malá část)
7. Brno VII – Královo Pole (téměř celý katastr), Medlánky, Řečkovice, Velká Nová Ulice a Červená (malá část), Žabovřesky (nepatrná část)
8. Brno VIII – Husovice, Maloměřice (téměř celý katastr), Obřany, Zábrdovice (malá část), Židenice (malá část)
9. Brno IX – Líšeň (nepatrná část), Maloměřice (nepatrná část), Zábrdovice (malá část), Židenice (většina katastru),
10. Brno X – Líšeň (malá část), Černovice (většina katasatru), Slatina, Trnitá (nepatrná část), Zábrdovice (malá část katastru), Židenice (nepatrná část)
11. Brno XI – Brněnské Ivanovice (malá část), Černovice (malá část), Dolní Heršpice, Horní Heršpice, Komárov (většina katastru), Přízřenice, Trnitá (malá část)
12. Brno XII – Líšeň (část)
13. Brno XIII – Brněnské Ivanovice (část), Komárov (část), Tuřany

### Městské obvody od 1. května 1954 do 30. května 1957
1. Brno I – Bohunice (asi třetina katastru), Jundrov (malá část), Kohoutovice, Křížová (část), Lískovec (část), Město Brno (většina katastru), Nové Sady (většina katastru), Staré Brno a Vídeňka, Špilberk (asi polovina katastru), Žabovřesky (malá část).
2. Brno II – Křížová (většina katastru), Špilberk (asi polovina katastru), Velká Nová Ulice a Červená (asi polovina katastru), Žabovřesky (malá část)
3. Brno III – Dolní a Horní Cejl (většina katastru), Královo Pole (nepatrná část), Město Brno (malá část), Husovice, Maloměřice (téměř celý katastr), Obřany, Velká Nová Ulice a Červená (asi polovina katastru), Zábrdovice (část), Židenice (malá část)
4. Brno IV – Černovice (část katastru), Dolní a Horní Cejl (část), Komárov (většina katastru), Město Brno (malá část), Nové Sady (část), Trnitá (téměř celý katastr), Zábrdovice (část katastru)
5. Brno V – Královo Pole (téměř celý katastr), Medlánky, Řečkovice, Velká Nová Ulice a Červená (malá část), Žabovřesky (nepatrná část)
6. Brno VI – Černovice (většina katastru), Líšeň (nepatrná část), Maloměřice (nepatrná část), Trnitá (nepatrná část), Židenice (většina katastru), Zábrdovice (malá část)
7. Brno VII – Jundrov (většina katastru), Komín, Křížová (malá část), Velká Nová Ulice a Červená (malá část), Žabovřesky (většina katastru)
8. Brno VIII – Bohunice (většina katastru), Lískovec (většina katastru)
9. Brno IX – Brněnské Ivanovice (malá část), Dolní Heršpice, Horní Heršpice, Komárov (část), Přízřenice
10. Brno X – Brněnské Ivanovice (většina katastru), Komárov (část), Tuřany
11. Brno XI – Slatina, Líšeň (malá část)
12. Brno XII – Líšeň (většina katastru)

### Městské obvody od 1. června 1957 do 30. června 1960
1. Brno I – Bohunice (asi třetina katastru), Jundrov (menší část katastru), Kohoutovice, Křížová (asi třetina katastru), Lískovec (část), Město Brno (většina katastru), Nové Sady (asi polovina katastru), Staré Brno a Vídeňka, Špilberk (asi polovina katastru), Žabovřesky (malá část katastru)
2. Brno II –  Křížová (většina katastru), Špilberk (asi polovina katastru), Velká Nová Ulice a Červená (asi polovina katastru), Žabovřesky (většina katastru)
3. Brno III – Husovice, , Město Brno (malá část katastru), Dolní a Horní Cejl (většina katastru), Velká Nová Ulice a Červená (část), Zábrdovice (část), Židenice (část)
4. Brno IV – Černovice (část), Dolní a Horní Cejl (část), Komárov (část), Město Brno (část), Nové Sady (část), Trnitá (část), Zábrdovice (část)
5. Brno V-Královo Pole – Královo Pole, Medlánky, Řečkovice, Velká Nová Ulice a Červená (část), Žabovřesky (část)
6. Brno VI-Židenice – Černovice (část), Líšeň (část), Maloměřice (část), Zábrdovice (část), Židenice (část),
7. Brno VII-Komín – Bystrc (část), Chudčice (část), Jundrov (část), Kníničky (část), Komín, Moravské Knínice (asi třetina katastru), Rozdrojovice (asi polovina katastru), Veverská Bítýška (malá část katastru)
8. Brno VIII-Bohunice – Bohunice (část), Lískovec (část)
9. Brno IX-Horní Heršpice – Brněnské Ivanovice (část), Dolní Heršpice, Horní Heršpice, Komárov (část), Přízřenice
10. Brno X-Tuřany – Brněnské Ivanovice (část), Komárov (část), Tuřany
11. Brno XI-Slatina – Líšeň (část), Slatina
12. Brno XII-Líšeň – Líšeň (část)
13. Brno XIII-Maloměřice – Maloměřice (část), Obřany

### Městské obvody a části od 1. července 1960 do 13. června 1964
1. Brno I – Bohunice (část), Jundrov (část), Kohoutovice, Křížová (část), Město Brno (část), Nové Sady (část), Staré Brno a Vídeňka, Špilberk (část)
2. Brno II – Jundrov (část), Komín (část), Křížová (část), Špilberk (část)), Velká Nová Ulice a Červená (část), Žabovřesky (část)
3. Brno III – Dolní a Horní Cejl (část), Husovice, Město Brno (část), Velká Nová Ulice a Červená (část), Zábrdovice (část)
4. Brno IV – Černovice (malá část katastru), Dolní a Horní Cejl (část), Komárov (většina katastru), Město Brno (malá část katastru), Nové Sady (asi polovina katastru), Trnitá (část), Zábrdovice (část)
5. Brno V – Královo Pole, Medlánky, Mokrá Hora, Řečkovice, Velká Nová Ulice a Červená (část), Žabovřesky (část)
6. Brno VI – Černovice (většina katastru), Líšeň (nepatrná část katastru), Maloměřice (téměř celý katastr), Trnitá (část),   Zábrdovice (část), Židenice (část)
7. Bohunice – Bohunice (část), Lískovec
8. Bystrc – Bystrc, Chudčice (nepatrná část katastru), Kníničky, Komín (nepatrná část katastru), Moravské Knínice (asi třetina katastru), Rozdrojovice (asi polovina katastru), Veverská Bítýška (malá část katastru)
9. Horní Heršpice – Brněnské Ivanovice (malá část katastru), Dolní Heršpice, Holásky (malá část katastru), Horní Heršpice, Komárov (asi čtvrtina katastru), Nové Moravany, Přízřenice)
10. Líšeň – Líšeň (většina katastru)
11. Maloměřice – Maloměřice (téměř celý katastr), Obřany, Židenice (malá část katastru)
12. Slatina – Líšeň (malá část katastru), Slatina
13. Tuřany – Brněnské Ivanovice (většina katastru), Holásky (většina katastru), Komárov (asi třetina katastru), Tuřany